# Pokarekare Ana
Pokarekare Ana ist ein in Neuseeland populäres Liebeslied in Maorischer Sprache.

## Geschichte
Die Autorenschaft des Liedes ist umstritten. Seine Ursprünge liegen möglicherweise in der Zeit um 1914. Es gewann durch Māori-Soldaten an Bekanntheit, die nahe Auckland ausgebildet wurden, bevor sie zum Kriegseinsatz nach Europa eingeschifft wurden. Der an der  Ostküste ansässige Māori-Texter Paraire Tomoana bearbeitete das Lied 1917 und veröffentlichte den Text 1921. Er schrieb, dass es „dem Norden von Auckland“ entspringe.
Auf die Autorenschaft des Textes gab es im Laufe der Jahre widersprechende Ansprüche. Obwohl die Frage nach dem ursprünglichen Autor nie abschließend geklärt wurde, wird von den Erben Paraire Tomoanas Anspruch auf eine Art Schirmherrschaft über Worte und Musik erhoben.
Der Text in der Sprache der Māori blieb im Laufe der Zeit nahezu unverändert. Lediglich in der ersten Zeile wird variiert: in einer Version liegen die Wasser in Waiapu, in einer anderen in Rotorua auf der Nordinsel.
Der Ursprung der Melodie ist ungeklärt. Die irische, in gälischer Sprache gesungene Marienhymne „A Mhuire Mháthair, sé seo mo ghuí“ weist dieselbe Melodie auf. In welche Richtung die Aneignung der Melodie erfolgte, ist ungeklärt.
Pokarekare Ana wurde ursprünglich im Dreiertakt, der Refrain in Zweiertakt gesungen; seit dem Zweiten Weltkrieg wird es überwiegend im Zweiertakt gesungen.

## Verbreitung
Das Lied ist in Neuseeland so beliebt, dass es manchmal als „inoffizielle Nationalhymne“ bezeichnet wird. Es wurde auch vielfach in der Werbung und von Sportclubs verwendet. Die neuseeländischen Opernsängerinnen Kiri Te Kanawa und Malvina Major spielten das Lied ein.
Das auf Pokarekare Ana  basierende Lied „Sailing Away“, mit dem der America’s Cup in Neuseeland 1987 beworben wurde, wurde von einem unter dem Namen „All Of Us“ singenden Chor berühmter Neuseeländer interpretiert.
Air New Zealand verwendete das Lied 2000 weltweit in der Fernsehwerbung. Diese Version wurde von Rose Hanify (später Mitglied der neuseeländischen Band Supermodel) ursprünglich am Telefon gesungen. Bei den Olympischen Sommerspielen 2000 in Sydney wurde diese Version des Liedes als Symbol für den Erfolg Ozeaniens im neuen Jahrtausend und besonders bei der Olympiade verwendet.
Der Text wurde 2007 von dem Israeli Ghil’ad Zuckermann ins moderne Hebräisch übertragen.
Pokarekare Ana wurde zur Eröffnung der World Games 2009 in Kaohsiung von Hayley Westenra und Russell Watson gesungen.
Als am 17. April 2013 im neuseeländischen Parlament ein Gesetz zur gleichgeschlechtlichen Ehe verabschiedet wurden, sangen die Zuschauer und einige Abgeordnete spontan dieses Liebeslied.
Im Videospiel Civilization 6: Gathering Storm, in dem die Maori als spielbare Zivilisation auftreten, ist Pokarekare Ana das Leitmotiv der Zivilisation und in jeder Phase des Spiels in verschiedenen Variationen im Hintergrund zu hören.

## Aufzeichnungen
Ende 2003 wurde „Pokarekare Ana“ im Album Pure des neuseeländischen Soprans Hayley Westenra veröffentlicht, ihre Interpretation des Liedes erscheint auch im Videospiel Endless Ocean.
Eine Version des Liedes befindet sich auf dem gleichnamigen Album der britischen Gruppe Angelis.
Eine Version des schottischen Comedian Billy Connolly wurde als Titelmelodie seiner Neuseeland-Tournee 2004 verwendet und auf CD und DVD veröffentlicht.
Auf dem Klassik-Crossover-Sampler von 2011 singt Hollie Steel Pokarekare Ana. Das Lied wurde später zugunsten der Betroffenen des Christchurch-Erdbebens vom Februar 2011 als Single ausgekoppelt.
Das Lied war Titelmelodie des südkoreanischen Films Crying Fist von 2005.

## Text und Melodie
Pōkarekare ana,

ngā wai o Waiapu

Whiti atu koe hine,

marino ana e.

Refrain

  E hine e,

  hoki mai ra.

  Ka mate ahau

  I te aroha e.

Tuhituhi taku reta,

tuku atu taku rīngi,

Kia kite tō iwi

raru raru ana e.

Refrain

Whati whati taku pene

ka pau aku pepa

Ko taku aroha

mau tonu ana e.

Refrain

E kore te aroha

e maroke i te rā

Mākūkū tonu i

aku roimata e.

Refrain
Die Wellen brechen

gegen die Küsten des Waiapu,

doch wenn Du sie überquertst,

werden sie ruhig sein.

Refrain

  Oh Mädchen

  komm zurück zu mir,

  mein Herz bricht

  aus Liebe zu Dir.

Ich schickte Dir einen Brief,

ich lege meinen Ring hinein,

so dass Deine Leute sehen,

dass ich in Schwierigkeiten bin.

Refrain

Mein Stift ist zerbrochen,

mein Papier ist aufgebraucht,

aber meine Liebe

ist noch immer fest.

Refrain

Der Sonne heller Schein

wird meine Liebe nicht vertrocknen lassen,

sie wird durch meine Tränen

feucht gehalten.

Refrain